# Columbia
|  | Per a altres significats, vegeu «Columbia (desambiguació)». |

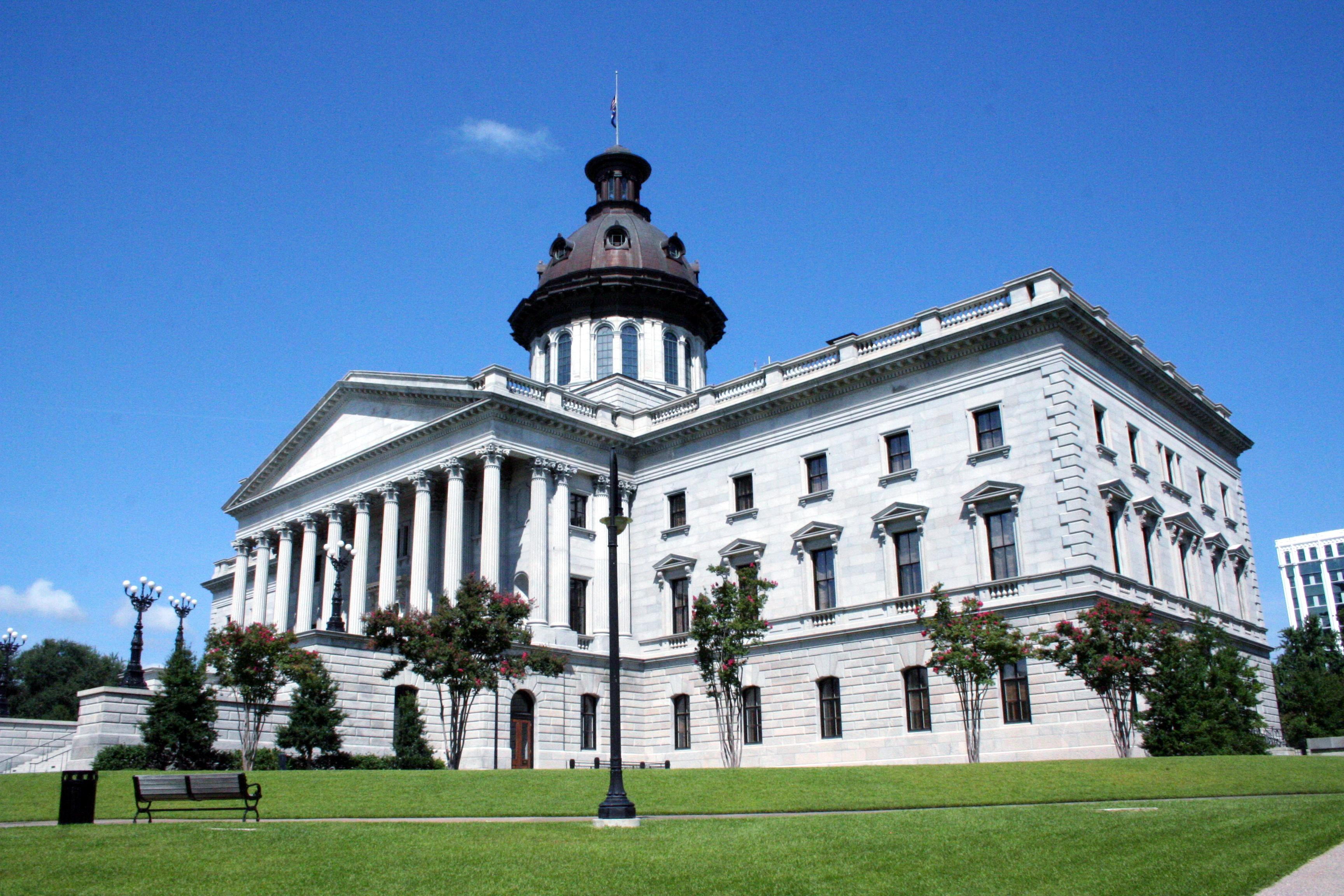
Seu del govern de Carolina del Sud, a Columbia, 2006.

Columbia és la capital de l'estat de Carolina del Sud, als Estats Units. Segons el cens del 2005, la població de la ciutat era de 117.508 habitants, i la seva àrea metropolitana era de 689.878 habitants.

## Personatges il·lustres
- Alexander Beaufort Meek (1814-1865), polític
- Julian Adams, actor de cinema
- Clarissa Minnie Thompson Allen (1859-1941) escriptora afroamericana.
- Percival Everett (1956), escriptor afroamericà